# Циклы Жюгляра
Циклы Жюгляра — среднесрочные экономические циклы с характерным периодом в 7—11 лет. Названы по имени французского экономиста Клемана Жюгляра, одним из первых описавшего эти циклы. В отличие от циклов Китчина в рамках циклов Жюгляра мы наблюдаем колебания не просто в уровне загрузки существующих производственных мощностей (и, соответственно, в объёме товарных запасов), но и колебания в объёмах инвестиций в основной капитал. В результате, к временным запаздываниям, характерным для циклов Китчина, здесь добавляются ещё и временные задержки между принятием инвестиционных решений и возведением соответствующих производственных мощностей (а также между возведением и актуальным запуском соответствующих мощностей). Дополнительная задержка формируется и между спадом спроса и ликвидацией соответствующих производственных мощностей. Данные обстоятельства и обуславливают то, что характерный период циклов Жюгляра оказывается заметно более продолжительным, чем характерный период циклов Китчина. Циклические экономические кризисы/рецессии могут рассматриваться в качестве одной из фаз цикла Жюгляра (наряду с фазами оживления, подъёма и депрессии). Вместе с тем от фазы кондратьевской волны зависит глубина этих кризисов.
В своей работе Жюгляр приводит следующие значения данных о кризисах во Франции, Британии и США:
- 1803—1804
- 1810—1810
- 1813—1815—1814
- 1818—1818—1818
- 1826—1826—1826
- 1830—1830—1830
- 1836—1837—1837
- 1839—1839—1839
- 1847—1847—1848
- 1857—1857—1857

Поскольку чёткой периодичности не наблюдается, было взято среднее значение в 7—10 лет. Обусловленное резонансом (ускорением) или диссонансом (замедлением) векторов циклов Китчина.

## Фазы цикла Жюгляра
В цикле Жюгляра достаточно часто выделяют четыре фазы, в которых некоторые исследователи выделяют подфазы:
- фаза оживления (подфазы старта и ускорения);
- фаза подъёма, или процветания (подфазы роста и перегрева, или бума);
- фаза рецессии (подфазы краха/острого кризиса и спада);
- фаза депрессии, или застоя (подфазы стабилизации и сдвига)[4].

Фазы подъёма (пика) и депрессии (дна) традиционно совпадают с экстремумом подфаз — циклов Китчина.